# Gannys
Gannys (en grec ancien : Γάννυς / Gánnys), mort assassiné durant l'hiver 218 à Nicomédie, est un général romain connu par Dion Cassius. Il compte parmi les chefs principaux de la révolte d'Héliogabale, dont il est le père nourricier et amant de sa mère Julie Soémias. Dion Cassius affirme qu'Héliogabale l'assassine « parce que Gannys le forgeait à observer la tempérance et la sagesse », quand lui-même mène une vie de débauché. Cependant, les motifs et les coupables véritables du meurtre sont incertains.

## Biographie

### Ascension
Gannys est élevé par Julie Mèse et est le jeune amant de Julie Soémias, respectivement grand-mère et mère d'Héliogabale, dont il devient le père nourricier et tuteur. Selon Dion Cassius, il habille le petit Héliogabale avec les vêtements d'enfance de Caracalla, que les insurgés font passer pour son fils. Au matin du 16 mai 218, à l'insu de Mèse et de Soémias, Gannys emmène Héliogabale au camps de la IIIe légion Gallica, qui avait accepté de prendre part à la révolte. Cependant, il est possible que Mèse, ambitieuse et tacticienne, fut bien au courant de ce départ. Selon Dion Cassius, au nom de l'empereur, Gannys mène la bataille d'Antioche contre Macrin, le 8 juin 218. Ce dernier fuit, mais est rattrapé peu de temps après et exécuté, avec son fils Diaduménien.

### Assassinat
Les passages de Dion sont fragmentaires, mais il semble qu'il dire que Gannys était bisexuel. Il est dépeint comme débauché, menant « une vie pleine de mollesse, et recev[an]t avec plaisir les présents » qu'on lui fait. Dion note la fidélité de Gannys pour Héliogabale et sa prodigalité envers les gens. Cependant, Dion Cassius raconte qu'il est exécuté par Héliogabale, qui porte le premier coup, durant l'hivernage à Nicomédie.
Dion Cassius affirme qu'Héliogabale avait voulu faire avec lui un contrat de mariage et le nommer césar, mais qu'il l'exécuta « parce que Gannys le forgeait à observer la tempérance et la sagesse ». Le prétendu contrat de mariage et le motif de l'assassinat sont des topos que Dion utilise pour accentuer la débauche et la tyrannie d'Héliogabale. Martijns Icks suggère que Gannys fut assassiné parce qu'il devenait trop influent. Sans déterminer qui peut être responsable de sa mort, Icks propose que Mèse ou le consul Comazon pourraient être derrière cela, tout en concluant que les motifs et les coupables véritables sont incertains.